# غايل بورتر هوسكينز
غايل بورتر هوسكينز (بالإنجليزية: Gayle Porter Hoskins)‏ هو رسام أمريكي، ولد في 20 يوليو 1887 في برازيل في الولايات المتحدة، وتوفي في 14 يناير 1962.